# Autódromo Roberto José Mouras
Autódromo Roberto José Mouras ist eine permanente Motorsportrennstrecke im Partido La Plata in der Provinz Buenos Aires, Argentinien.

## Geschichte
Die Rennstrecke wurde am 20. Oktober 1996 mit einem Tourenwagenrennen eröffnet und nach dem ehemaligen argentinischen Motorsportstar Roberto José Mouras benannt, der 1992 beim Rennen Vuelta de Lobos tödlich verunglückte. Das Eröffnungsrennen gewann Emilio Satriano mit einem Chevrolet Chevy.
2001 wurde der Streckenverlauf der verkürzten Variante geschaffen, während 2005 eine zweite Schikane (die in Kombination mit der Kurzstrecke genutzt werden kann) hinzugefügt wurde. Die bemerkenswerteste Neuerung war die Errichtung eines neuen Boxengebäudes im Jahr 2012. 

## Streckenbeschreibung
Derzeit hat die gesamte Anlage eine Streckenlänge von 4265 Metern mit 16 Kurven- und Schikanenkombinationen die je nach gewünschter Variante genutzt werden können. Die kurze Variante hat eine Länge von 2699 Meter mit 7 Kurven. Die durchschnittliche Streckenbreite beträgt 12 Meter. Die längste Gerade im Bereich der Boxenanlage und Haupttribüne misst rund 1100 Meter und kann durch zwei Schikanen unterbrochen werden. Den Rundenrekord von 1'28.057 fuhr 2010 Norberto Fontana vom HAZ Racing Team beim 15. Lauf zur TC-2000-Meisterschaft. 
Eine Attraktion auf dem Gelände ist das Turismo Carretera Museum, das 2012 eröffnet wurde und sich der Geschichte der argentinischen Tourenwagen-Meisterschaft widmet.

## Veranstaltungen
Regelmäßig gastieren die nationalen argentinischen Rennsportmeisterschaften auf der Strecke. 
Der Autódromo Roberto Mouras  ist unter anderen der Austragungsort von Rennveranstaltung der Serien Turismo Carretera,  TC 2000, Formula Renault 2.0, TCMouras, GT2000, Fórmula Metropolitana, der uruguayischen Tourenwagen-Meisterschaft, sowie zahlreichen nationalen Wettbewerben. 